# NGC 7127
NGC 7127 est un vieil amas ouvert situé dans la constellation du Cygne. Il a été découvert par l'astronome britannique John Herschel en 1829.
Selon la classification des amas ouverts, la concentration de cet amas est faible (IV) et dont les magnitudes se répartissent sur un petit intervalle (le chiffre 1),. Lynda indique également que l'amas compte 12 étoiles.

## Observation

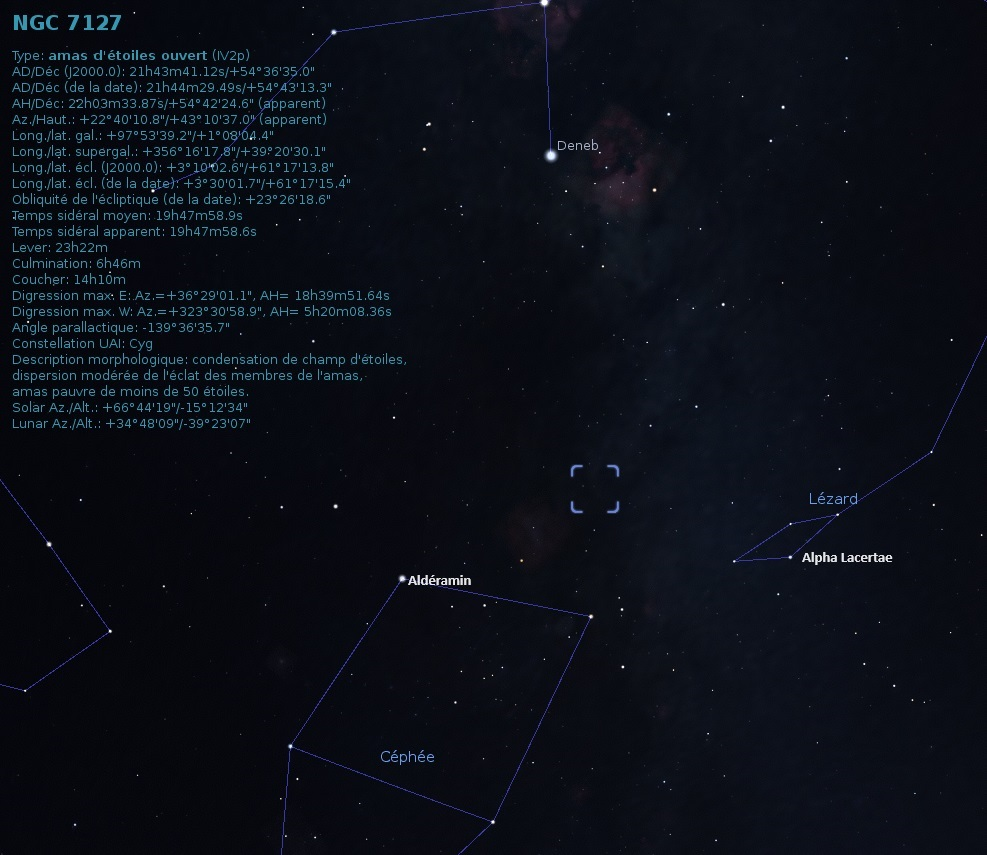
Localisation de NGC 7127 dans la constellation de Cygne (Stellarium).

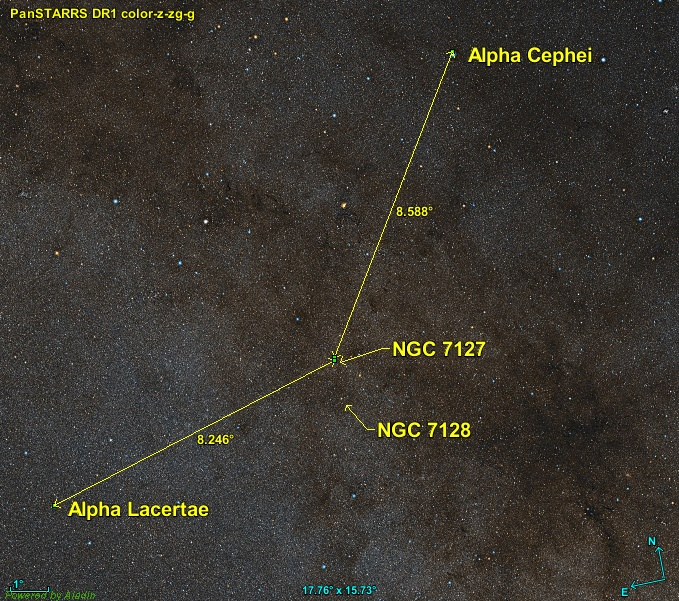
Position de NGC 7127 par rapport à deux étoiles.

NGC 7127 est assez éloigné des étoiles brillantes du ciel de la Terre. Il est situé près des frontières des constellations de Céphée et du Lézard, à environ 8,2 degrés au nord-ouest de l'étoile Alpha Lacertae et à 8,6 degrés d'Alpha Cephei. NGC 7127 est aussi voisin de NGC 7128, un autre amas ouvert dans la constellation du Cygne.

## Caractéristiques

### Distance, taille et vitesse
Selon un article publié en 2011 par A. L. Tadross, NGC 7127 est à 1 445 ± 67 pc du système solaire.
Selon les sources consultées, la taille apparente de l'amas est de 6′, de 5', ou de 7' (6 ± 1'), ce qui, compte tenu de la distance de 1 445 ± 67 pc et grâce à un calcul simple, équivaut à une taille réelle de 8,2 ± 1,8 al al.
Aucune des sources consultées ne mentionnent la vitesse de NGC 7127. D'ailleurs, la base de données Simbad considère que NGC 7127 n'est pas un objet céleste, mais un artéfact.

### Âge
Selon Tadross, NGC 7127 est âgé de 400 ± 20 millions d'années.